# 大錫武利亞山
48°32′59″N 24°7′10″E / 48.54972°N 24.11944°E

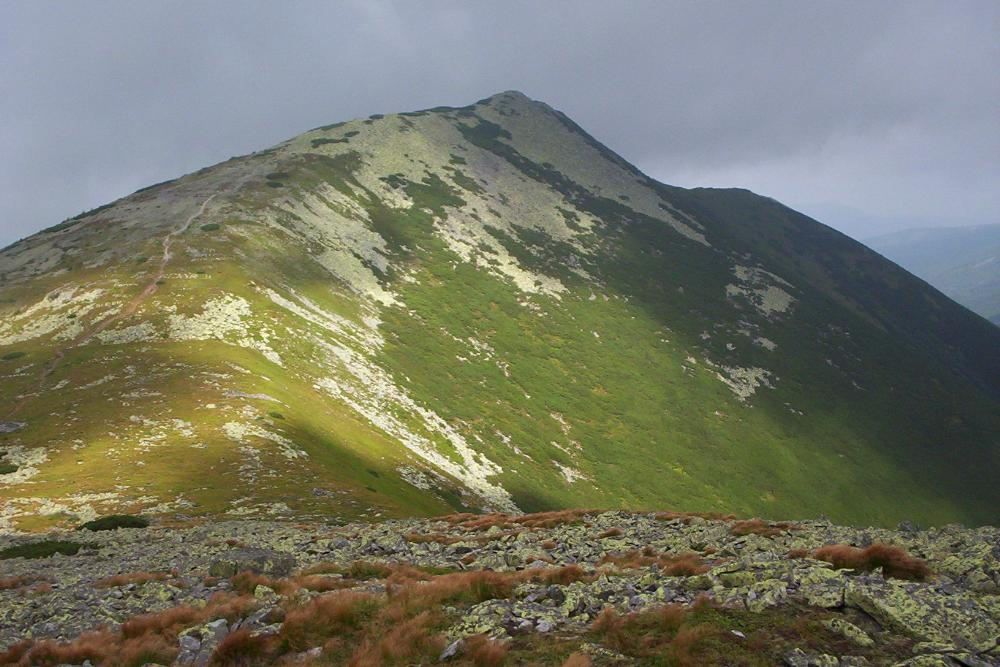

大錫武利亞山是烏克蘭的山峰，位於該國西部，處於伊萬諾-弗蘭科夫斯克州，屬於烏克蘭喀爾巴阡山脈中戈爾加內山脈的一部分，海拔高度1,837米。